# سلطان أباد (ساوجبلاغ)
سلطان‌ أباد هي قرية في مقاطعة ساوجبلاغ، إيران. عدد سكان هذه القرية هو 431 في سنة 2006.